# Sympistis melaleuca
Sympistis melaleuca là một loài bướm đêm trong họ Noctuidae.